# Metallgesellschaft AG
Metallgesellschaft AG was een Duits industrieel conglomeraat, gevestigd in Frankfurt. Het was een van de grootste Duitse bedrijven, bestaande uit meer dan 250 dochters. In 1923 slaagde het bedrijf erin lithium op grote schaal te produceren door middel van elektrolyse van mengsels van lithiumchloride en kaliumchloride. Het bedrijf had meer dan 20.000 werknemers en een omzet van 10 miljard dollar.
In 1993 verloor het bedrijf meer dan 1,4 miljard dollar met het speculeren op de olietermijnmarkt. De olieprijs daalde en het bedrijf moest de olie tegen een hogere prijs dan de marktprijs kopen. Het bedrijf raakte ook betrokken bij een zeer belangrijk geval van het Europese Hof van Justitie gebaseerd op de belastingsbehandeling van dividenden die tegelijk met Hoechst werden gehoord.
Het bedrijf is nu onderdeel van GEA Group Aktiengesellschaft.